# Ząb jajowy

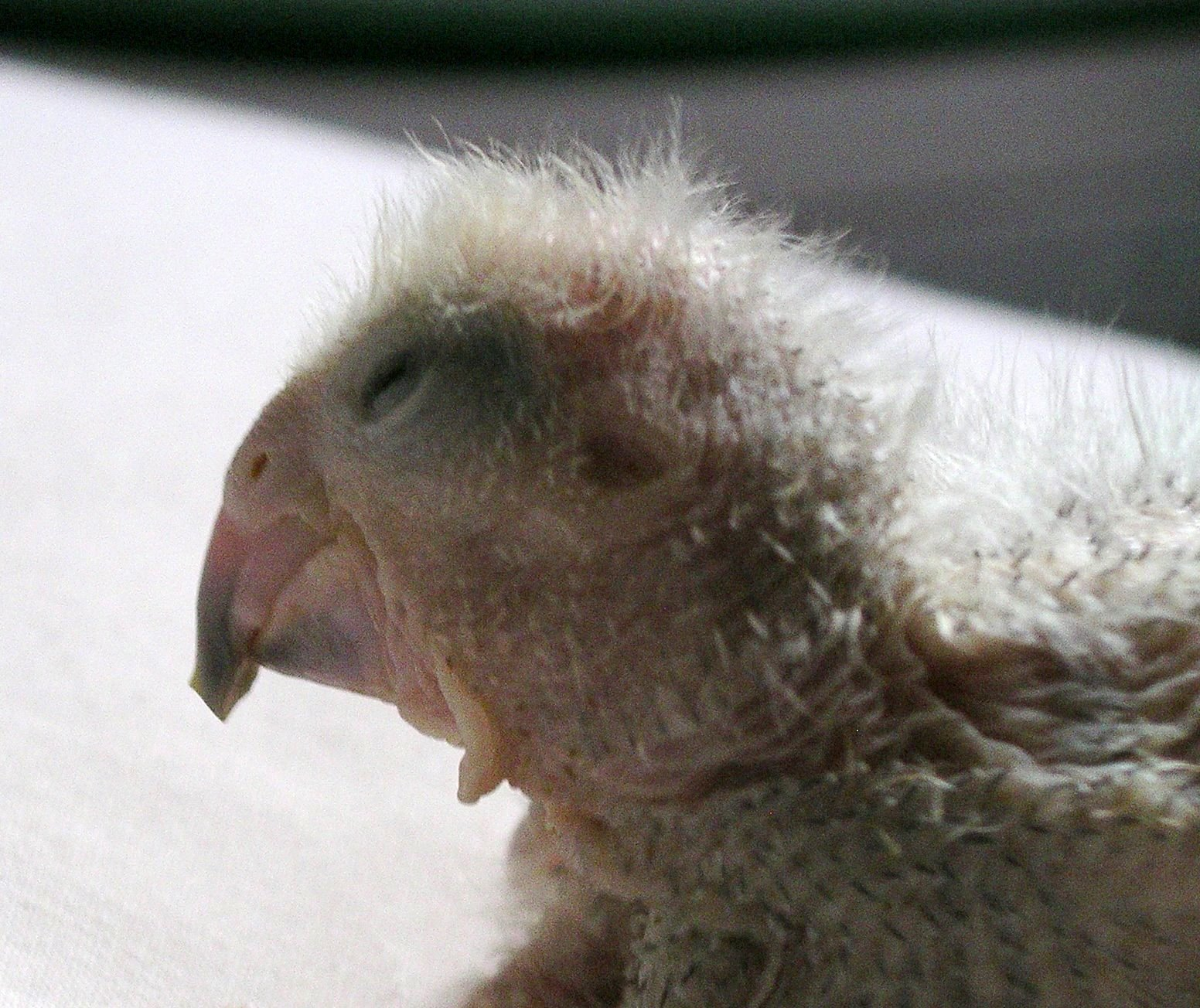
Dwutygodniowe pisklę afrykanki ognistobrzuchej z zębem jajowym widocznym na dziobie

Ząb jajowy – wytwór rogowy występujący u młodych jajorodnych zwierząt, służący do przebicia się przez skorupkę jajka. Występuje u większości gatunków ptaków i gadów. Podobne struktury występują również u stekowców oraz płazów z rodzaju Eleutherodactylus.
U węży ząb jajowy znajduje się zwykle na czubku pyska i odpada w kilka godzin po wykluciu się młodego osobnika. U ptaków zanika kilka dni po wykluciu.